# Seri Menanti

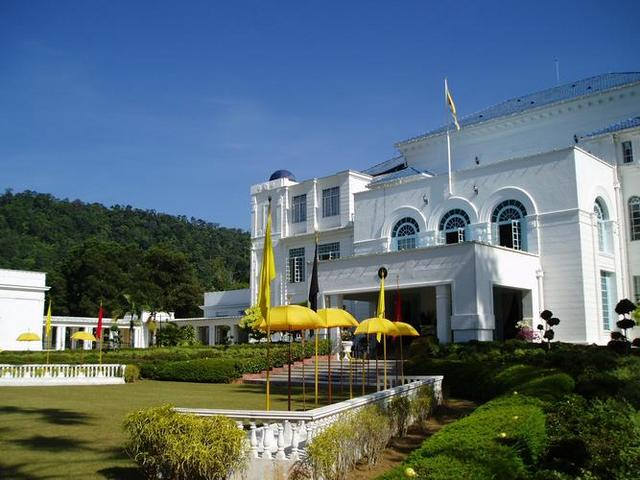
El Istana Besar

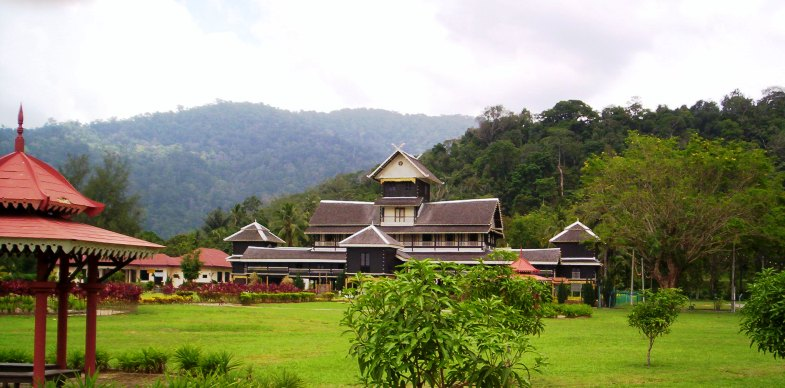
Antiguo palacio Seri Menanti

Seri Menanti es la capital real del estado de Negeri Sembilan, Malasia. Situado en el distrito de Kuala Pilah, que alberga la sede del jefe de Estado o Yamtuan Besar, el equivalente local a sultán. El palacio real se conoce como Istana Besar.

## Historia
Los Minangkabaus un grupo de indígenas en las tierras altas del oeste de Sumatra , fueron desplazados  al estado de Negeri Sembilan en el siglo XIV y empezó a controlar la política local. Alrededor del siglo XV la gente de Minangkabaus de Rembau exploró la actual zona de Seri Menanti. Entre ellos se encontraba Datuk Puteh de Pagar Ruyung. De acuerdo con  la literatura local, los exploradores encontraron tres tallos de arroz verdes y fresco entonces  los Datuk Puteh la bautizaron como el área de Padi Menanti (literalmente en espera de arroz) Con el tiempo el nombre cambió a Seri Menanti. Se cree que la palabra "Seri" significa en el idioma Java antiguo arroz.